# Zinfandel

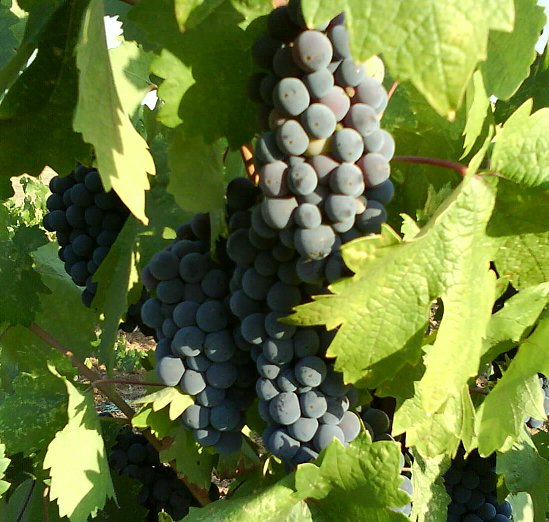

Zinfandel, även känd som Primitivo, är en blå vindruva av arten Vitis vinifera. Det är en mångsidig druva som producerar rött vin, vitt vin, rosévin, mousserande vin och portvin.

## Ursprung
År 1996 upptäcktes att den kaliforniska druvan Zinfandel är samma druva som den italienska Primitivo som har sin hemvist i Apulien (it. Puglia), Italiens "klack". DNA-analys har visat att båda druvorna härstammar från gamla dalmatiska (Kroatien) druvsorter. Vid en undersökning av Jasenka Piljac och Meredith år 2001 fann man några gamla vinstockar av den gamla dalmatiska druvan och kunde visa på likhet i DNA med Zinfandel. De undersökta druvorna kallas Crljenak kaštelanski ("liten svart från Kaštela").

## Vinregioner
Rött vin av god kvalitet produceras på denna druva framförallt i Kalifornien, till exempel i Sonoma och Napa Valley. I Kalifornien produceras även sedan 1980-talet det så kallade White Zinfandel-vinet som är ett ljusrosa vin som framställs genom att skalen får ligga en kortare tid tillsammans med druvsaften, ungefär som rosévin. Även i italienska Apulien görs viner på denna druva (då heter den Primitivo). Primitivo har blivit populär i Sverige tack vare Bengt Frithiofsson som introducerade dessa viner på 1980-talet. 
Även om Zinfandel är vanligast i Kalifornien, odlas den även i Sydafrika, Australien, och Chile.